# 天主教俄斯特拉發-奧帕瓦教區
天主教俄斯特拉發-奧帕瓦總教區（拉丁語：Dioecesis Ostraviensis-Opaviensis）是羅馬天主教在捷克的一個教區。屬奧洛穆茨總教區。成立於1996年5月30日。
教區範圍包括摩拉維亞東北部以及捷克西里西亞。2011年，有428,000名教友，估轄區總人口7.5%，有276個堂區、232名司鐸、28名終身執事、58名修士、173名修女。現任教區主教為方濟·洛布科維奇。

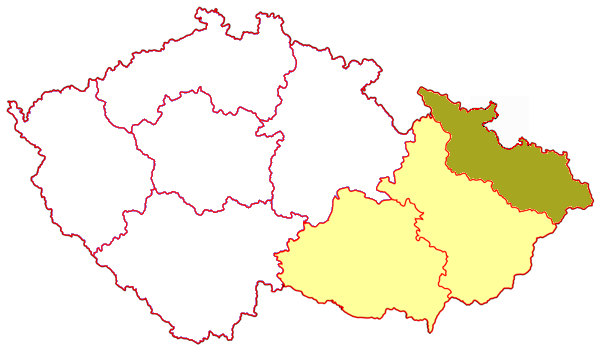
俄斯特拉發-奧帕瓦總教區管轄範圍圖